# Самчук Зиновій Дмитрович
Самчук Зиновій Дмитрович (Псевдо:Александер, Котляр, Кочегар, Шварц, 0152;  1919, Садів, Луцький район, Волинська область — 30 вересня 1949, с. Хорів, Локачинський район, Волинська область) — лицар Срібного хреста заслуги УПА.

## Життєпис
Член Торчинського районного проводу ОУН (1940-?). В лавах УПА з літа 1943 р. Начальник організаційно-персонального відділу ШВО «Завихост» УПА-Північ (1944-?), керівник Брестського окружного (1944—1945), організаційний референт Луцького окружного (1945-?), керівник Володимир-Волинського надрайонного (1948-09.1949) проводів ОУН. Загинув у криївці разом із дружиною на господарстві місцевого жителя Полянчука.
Поручник-політвиховник УПА (22.01.1948).

## Нагороди
- Згідно з Постановою УГВР від 8.10.1945 р. і Наказом Головного військового штабу УПА ч. 4/45 від 11.10.1945 р. провідник Брестського окружного проводу ОУН Зиновій Самчук — «Шварц» нагороджений Срібним хрестом заслуги УПА.
- Згідно з Постановою УГВР від 16.10.1948 р. і Наказом Головного військового штабу УПА ч. 3/48 від 23.10.1948 р. поручник-виховник УПА Зиновій Самчук — «Шварц» вдруге нагороджений Срібним хрестом заслуги УПА.

## Вшанування пам'яті
- 1.12.2017 р. від імені Координаційної ради з вшанування пам'яті нагороджених Лицарів ОУН і УПА у м. Луцьку Срібні хрести заслуги УПА  (№ 031 та № 032) передані Василю Лакодею, онуку Зиновія Самчука — «Шварца».